# Речные тральщики типа «Нештин»
Речные тральщики типа «Нештин» (серб. Речни миноловац класе „Нештин“) — рейдовые речные тральщики военно-морских сил Югославии и речной флотилии Сербии. Построено семь единиц: корабли с номерами РМЛ-331 — РМЛ-336 строились на заводе «Бродотехника» в Белграде с 1976 по 1980 годы, седьмой РМЛ-341 был спущен на воду в 1999 году. Корабли оснащены орудиями калибра 20 мм, зенитно-ракетными комплексами «Стрела-2М» и специальными тралами для поиска и обезвреживания мин. С 2006 года в Речной флотилии состоят четыре тральщика: РМЛ-332 «Мотајица», РМЛ-335 «Вучедол», РМЛ-336 «Джердап» и РМЛ-341 «Нови-Сад».